# سوتلانا استالین
سوتلانا استالین (به گرجی: სვეტლანა ალილუევა) (به روسی: Светла́на Аллилу́ева) (۲۸ فوریه ۱۹۲۶ – ۲۲ نوامبر ۲۰۱۱) دختر ژوزف استالین و به نوعی عزیزترین فرد در زندگی استالین به حساب می‌آید. او در ایالات متحده آمریکا زندگی می‌کرد و خاطراتش را به چاپ رساند.

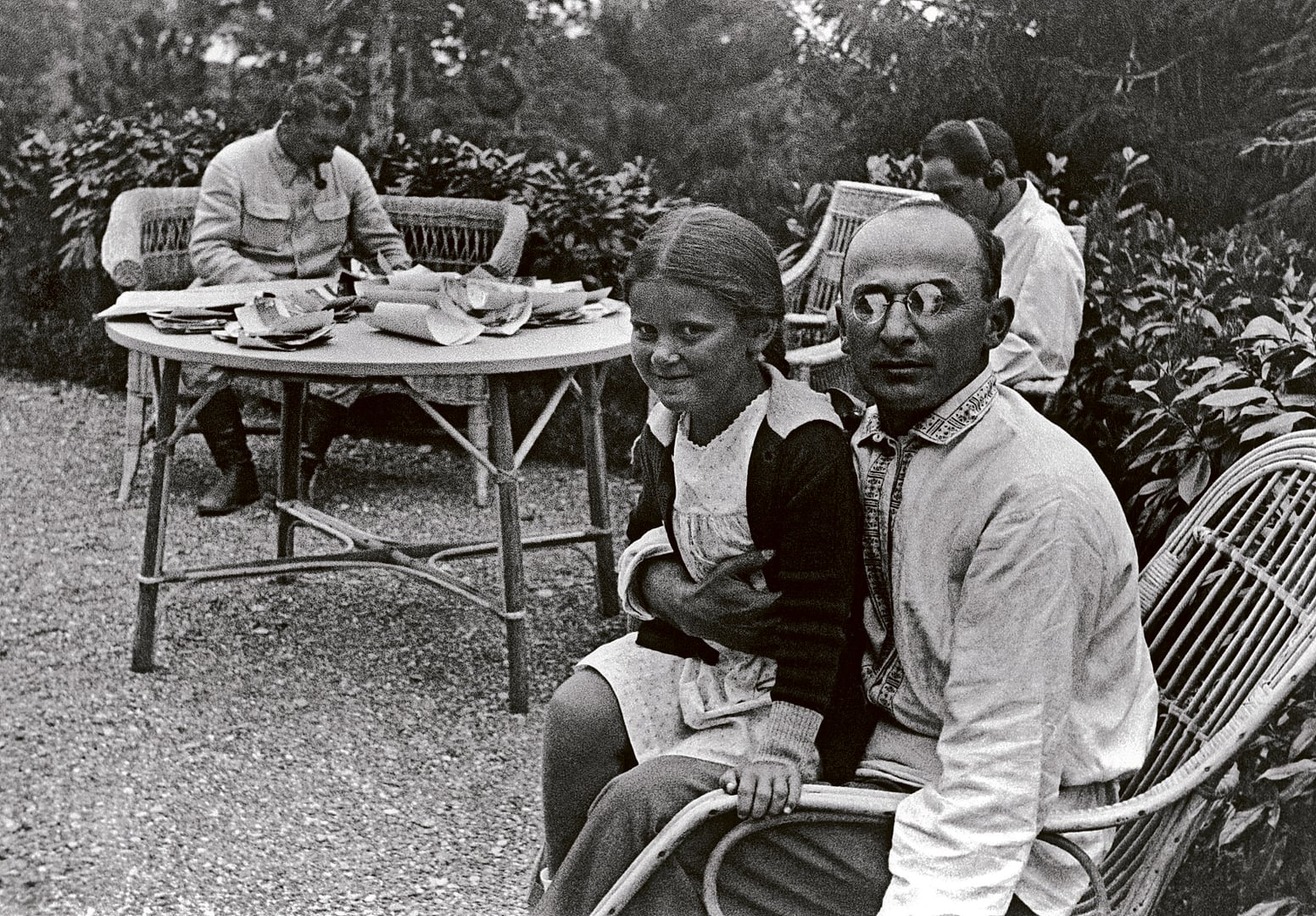

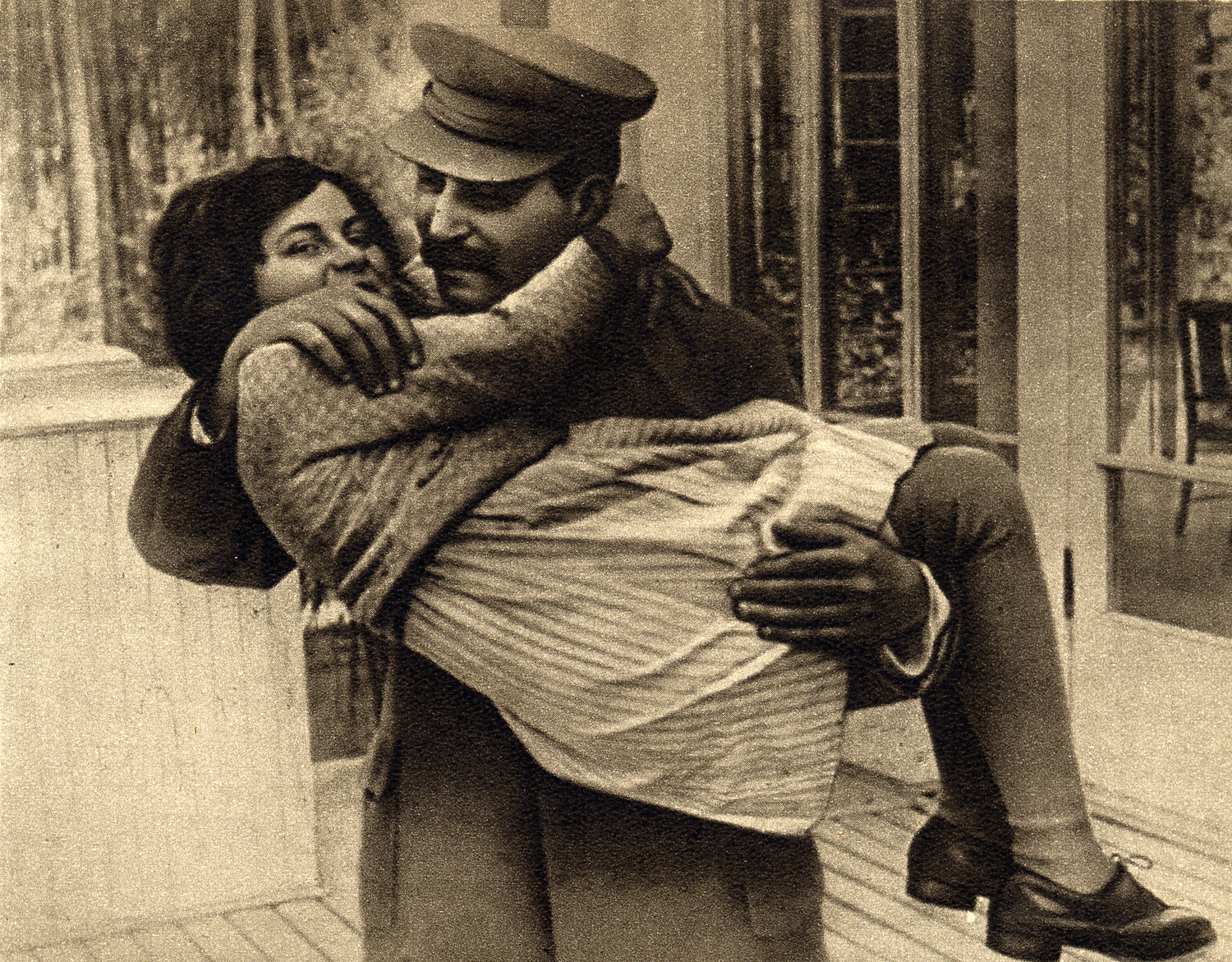
ژوزف استالین و سوتلانا استالین، ۱۹۳۵

گفته می‌شود که سوتلانا بعد از بدرفتاری با همسر سومش که یک هندی کمونیست بود در سال ۱۹۶۷ به سفارت آمریکا در دهلی پناهنده شد. او در ایالات متحده آمریکا خاطرات خود را تحت نام «بیست نامه به یک دوست» منتشر کرد که به صورت یکی از پرفروش‌ترین کتاب‌ها درآمد.
سوتلانا استالین که به هنگام مرگ هشتاد و پنج سال داشت در دوران حکومت پدرش زندگی مرفه و مجللی داشت اما شاهد فجایع این دوران هم بود.